# 岩田純明
岩田 純明（いわた すみあき、1950年8月31日 - ）は、日本の実業家、アイネットグループ代表取締役社長。1970年代に、すみあきくん名義でシンガーソングライターとして芸能活動を行ったことでも知られる。

## 経歴
滋賀県彦根市に生まれる。実家は自転車店で、兄とのふたり兄弟であった。高校時代は、強豪のヨット部の選手となり、琵琶湖で練習していた。
大阪府の大学に進学したが、音楽活動に力を入れ2年で中退して上京し、『スター誕生!』で優勝して、すみあきくん名義でデビューする。デビュー曲は、自作曲「満員電車」であった。以降、シングル数枚を出し、テレビアニメ『ダメおやじ』の主題歌「ダメおやじの唄」を作詞、作曲した。
芸能界を離れた後、しばらくして滋賀県に戻り、32歳だった1984年に店舗内装や看板を扱うディスプレイ業を起して独立し、後に2006年以降に飲食店のフランチャイズ店に進出し、やがて事業の重点を飲食業に移した。
2015年の時点で、岩田が経営するアイネットグループの年商は30億円程度とされ、「豆乃畑」など自社ブランドのフランチャイズ展開も行なっている。

### 音源
2008年8月に、1970年代の音源を収録したCD『追憶〜1973-1976〜』が、青山ミュージック・アソシエイツからリリースされた。
2016年3月には、30年ぶりの「再デビュー」として、シングル「近江の国の子守唄/夏の風」をリリースした。